# Izabela Burgundzka
Izabela Burgundzka (ur. 1270, zm. sierpień 1323 w Chambly) – królowa Niemiec, córka księcia Burgundii Hugona IV i Beatrycze, córki króla Nawarry Tybalda I Pogrobowca.
W 1272 r. została zaręczona z Karolem Flandryjskim, synem późniejszego hrabiego Flandrii Roberta III. Do małżeństwa jednak nie doszło, gdyż Karol zmarł w młodym wieku w 1277 r.
6 lutego 1284 r. w Bazylei Izabela poślubiła króla Niemiec Rudolfa I Habsburga (1 maja 1218 - 15 lipca 1291), syna hrabiego Albrechta IV von Habsburg i Jadwigi, córki hrabiego Ulryka von Kyburg. Rudolf miał wówczas 66 lat, Izabela 14 i była młodsza od większości dzieci Rudolfa z pierwszego małżeństwa z Gertrudą von Hohenberg. Była tylko o rok starsza od jego najmłodszej córki, Guty.
Małżeństwo Rudolfa i Izabeli pozostało bezdzietne. Rudolf zmarł 15 lipca 1291 r. Po jego śmierci Izabela powróciła do Burgundii. 20 listopada 1294 r. jej brat, książę Robert II, nadał jej tytuł pani de Vieux-Château.
W 1292 r. Izabela poślubiła Piotra IX de Chambly, pana de Neaufles, który zmarł ok. 1319 r. Był on synem Piotra V, pana de Chambly, i Izabeli de Rosny. Izabela miała z nim co najmniej jedną córkę, Joannę de Chambly, panią de Neauphle-le-Chateau. Miała ona dwóch mężów: Filipa de Vienne, pana de Pagny, i Jana de Vergy, pana de Mirebeau. Z pierwszego małżeństwa miała ona syna Hugona, pana de Pagny. Był on przodkiem króla Sardynii Karola Alberta.
Izabela zmarła w 1323 r. i została pochowana w Paryżu.